# 斯莫林卡河
斯莫林卡河（烏克蘭語：Смолинка），是東歐的河流，位於烏克蘭和波蘭，屬於索洛特瓦河的右支流，發源自斯莫林以東，河道全長10公里，流域面積16.8平方公里。